# 扎瓦德卡 (斯特雷區)
49°0′46″N 23°10′31″E / 49.01278°N 23.17528°E

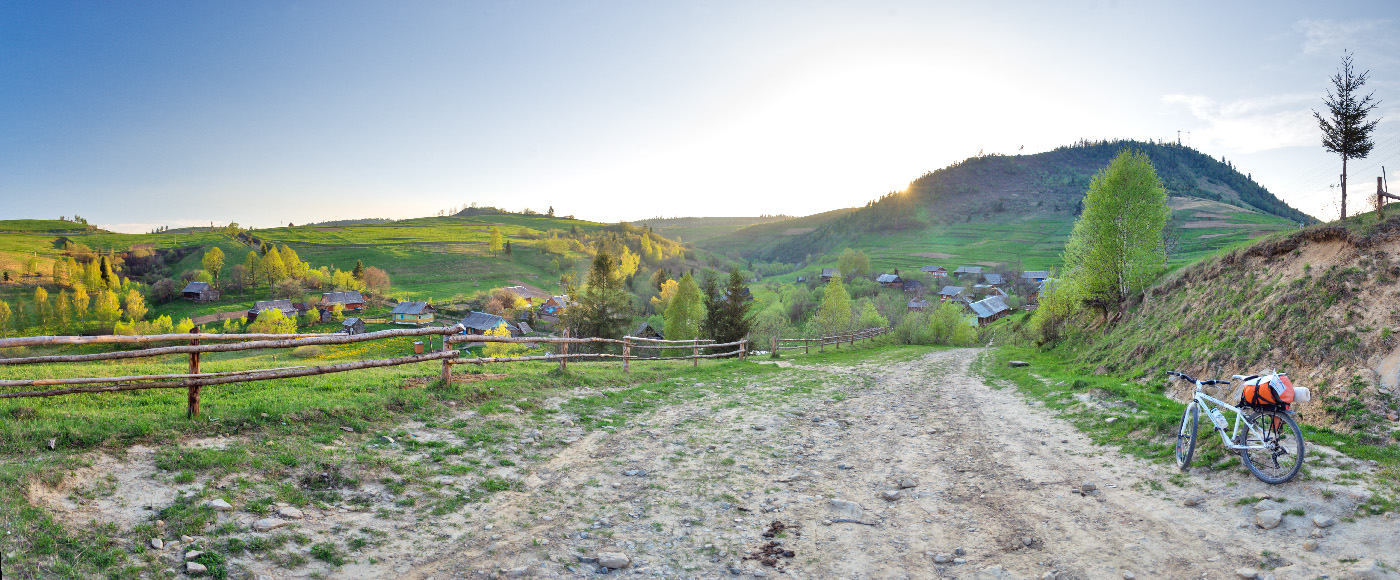

扎瓦德卡（烏克蘭語：Завадка）是烏克蘭的村落，位於該國西部利沃夫州，由斯特雷區科焦瓦市鎮負責管轄，始建於1538年，面積2.46平方公里，海拔高度700米，2001年該村落人口648。